# 氷室町 (宇都宮市)
氷室町（ひむろまち）は、栃木県宇都宮市にある地名。具体的には、宇都宮市に属する町丁・字等の一つ。
氷室町は、宇都宮市の中央部からやや北東に位置し、周辺には、今里町、上田町、金田町、上小倉町などがある。
宇都宮市は、古くから「池辺郷」と呼ばれ、二荒山神社の門前町として栄えた歴史がある。江戸時代には、奥州街道と日光街道の追分にあたり、日光社参の将軍の宿城として、また、参勤交代の大名が宿泊する宿場町として賑わった。
氷室町は、宇都宮市の一部として、これらの歴史的な背景を受け継いでいる。